# Mark Wartman
Pour les articles homonymes, voir Wartman.
Mark Wartman est un homme politique provincial canadien de la Saskatchewan. Il représente la circonscription de Regina Qu'Appelle Valley à titre de députée du Nouveau Parti démocratique de la Saskatchewan de 1999 à 2007.

## Carrière politique
Élu en 1999, il est réélu en 2003 et entre au cabinet de Lorne Calvert à titre de ministre de l'Agriculture. Il échoue à se faire réélire en 2007,.
Il travaille ensuite à titre de consultant pour des fonds privés et siège au conseil d'organisations à but non lucratif dans la région de Regina.